# Rue de la Providence (Paris)

}}
La rue de la Providence est une voie du 13e arrondissement de Paris située dans le quartier de la Maison-Blanche.

## Situation et accès

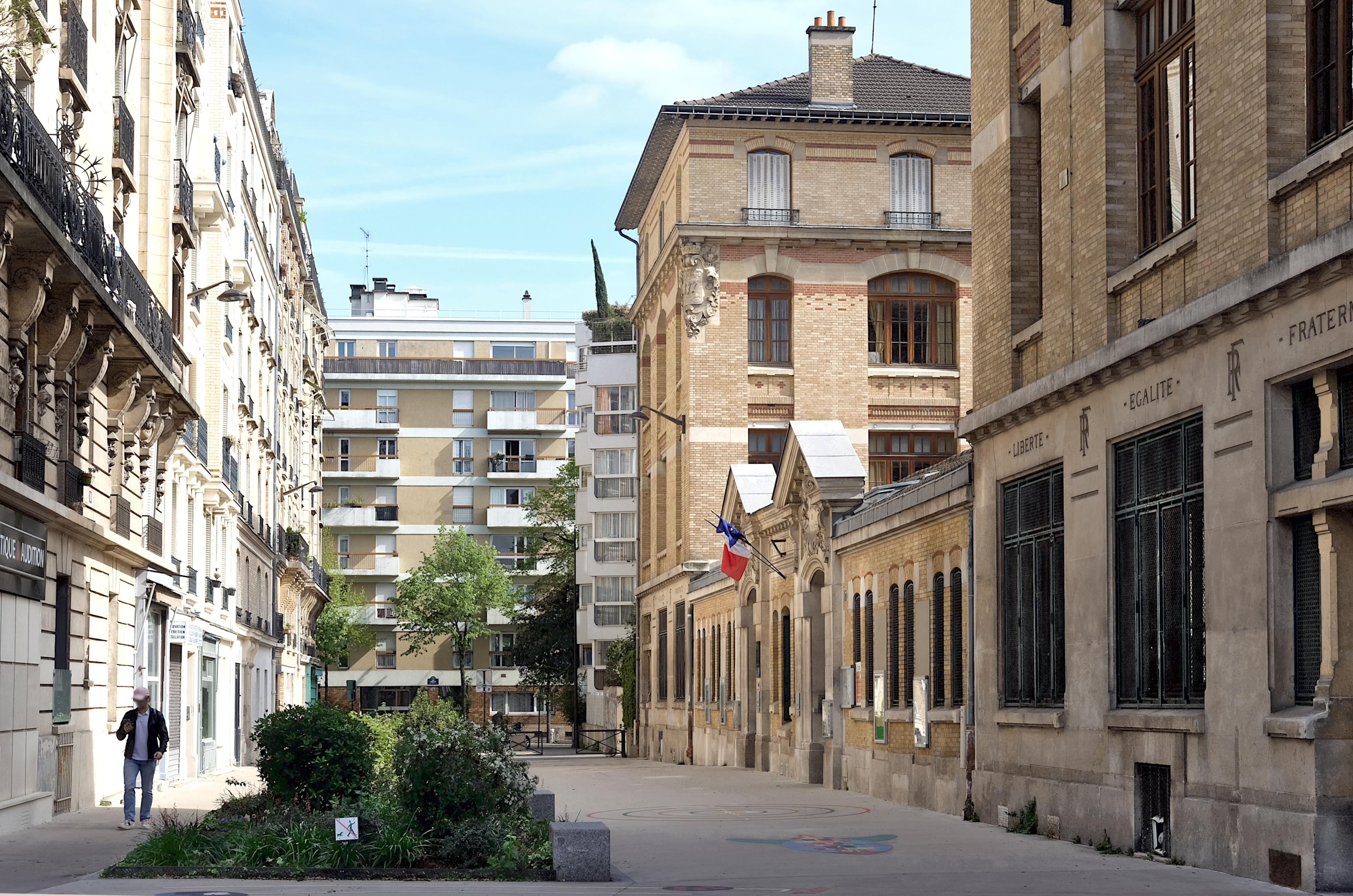
La rue de la Providence piétonnisée en 2024.

La rue de la Providence est desservie à quelque distance par la ligne 7 à la station Tolbiac.

## Origine du nom
Cette voie est dénommée ainsi par un propriétaire local, M. Guilbey.

## Historique

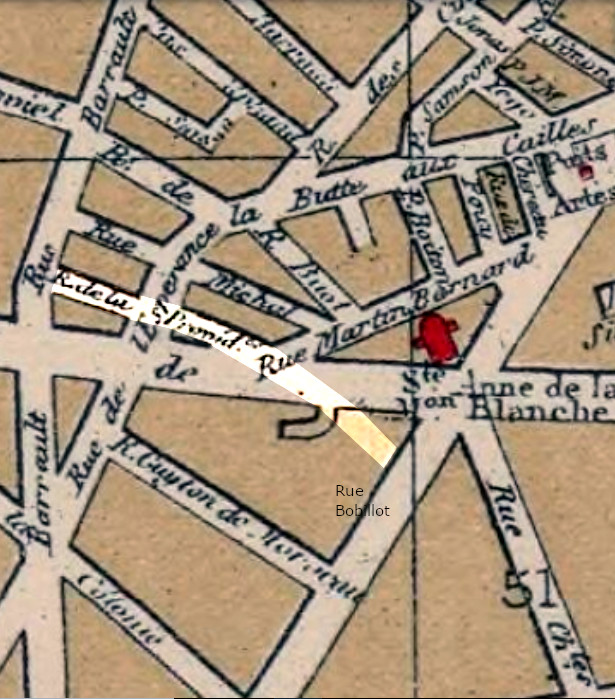
La future rue de la Providence (en jaune) sur le plan Hachette de 1899.

Cette rue résulte de la réunion, en 1911, de :
- la rue de la Providence ouverte en 1895 entre les rues Barrault et de Tolbiac ;
- l'impasse Saint-Marc, devenue « impasse de Tolbiac », entre la rue de Tolbiac et la rue Bobillot, également ouverte en 1895.

En 2023, cette rue est piétonnisée dans le cadre du programme rue aux écoles.

## Bâtiments remarquables et lieux de mémoire
- La rue débouche, côté rue Barrault, sur les anciens bâtiments de l'École nationale supérieure des télécommunications (Télécom ParisTech).